# 大阪府道195号堺港線
大阪府道195号堺港線（おおさかふどう195ごう さかいこうせん）は、大阪府堺市を通る一般府道である。

## 概要
堺市堺区大浜北町5丁から堺市堺区大浜北町3丁に至る。

### 路線データ
- 起点：大阪府堺市堺区大浜北町5丁（阪神高速4号湾岸線 大浜出入口）
- 終点：大阪府堺市堺区大浜北町3丁（大浜北町交差点、国道26号交点、大阪府道2号大阪中央環状線・大阪府道34号堺狭山線・大阪府道204号堺阪南線起点）

## 地理

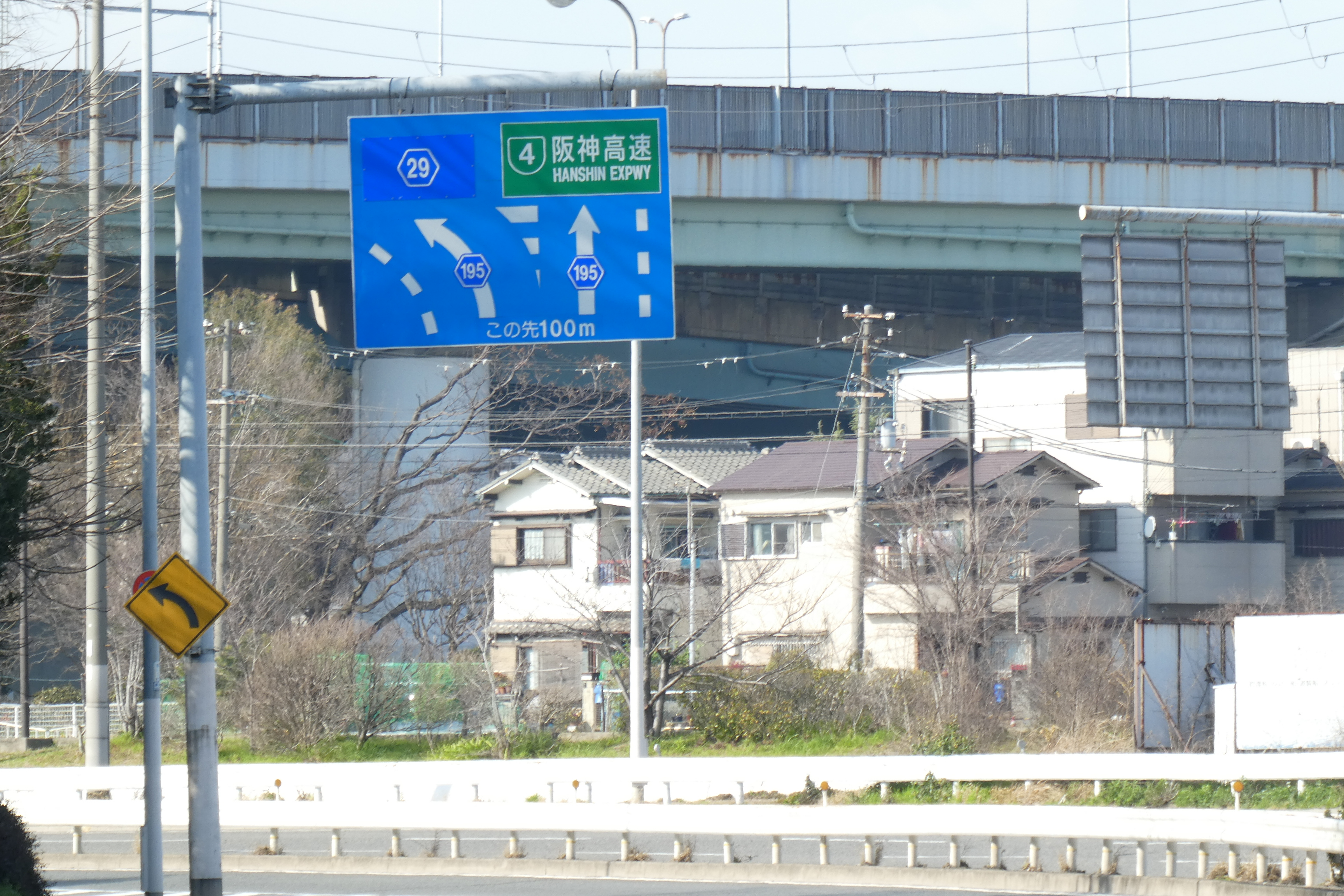
阪神高速4号湾岸線大浜入口への分岐予告。

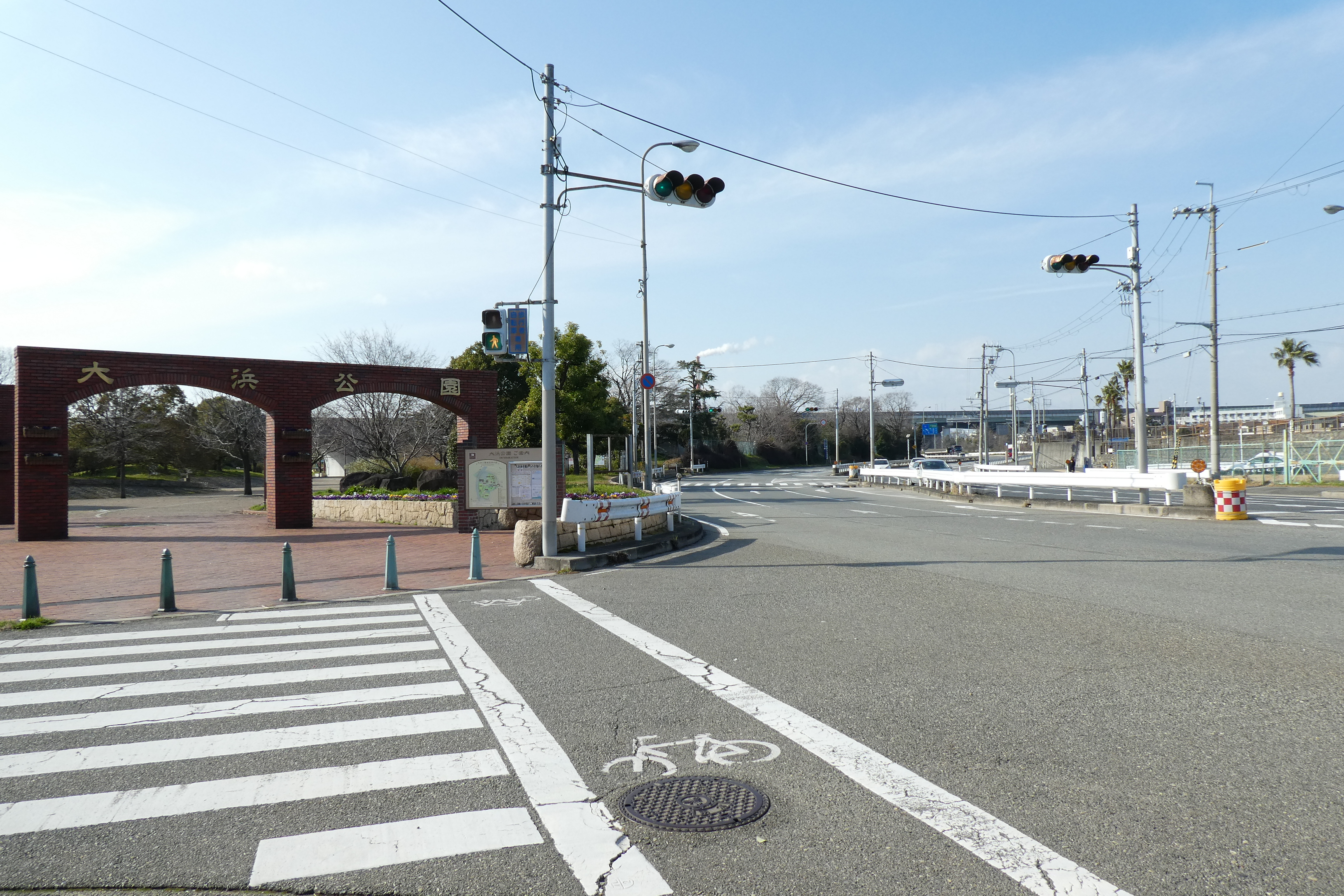
大浜公園入口。

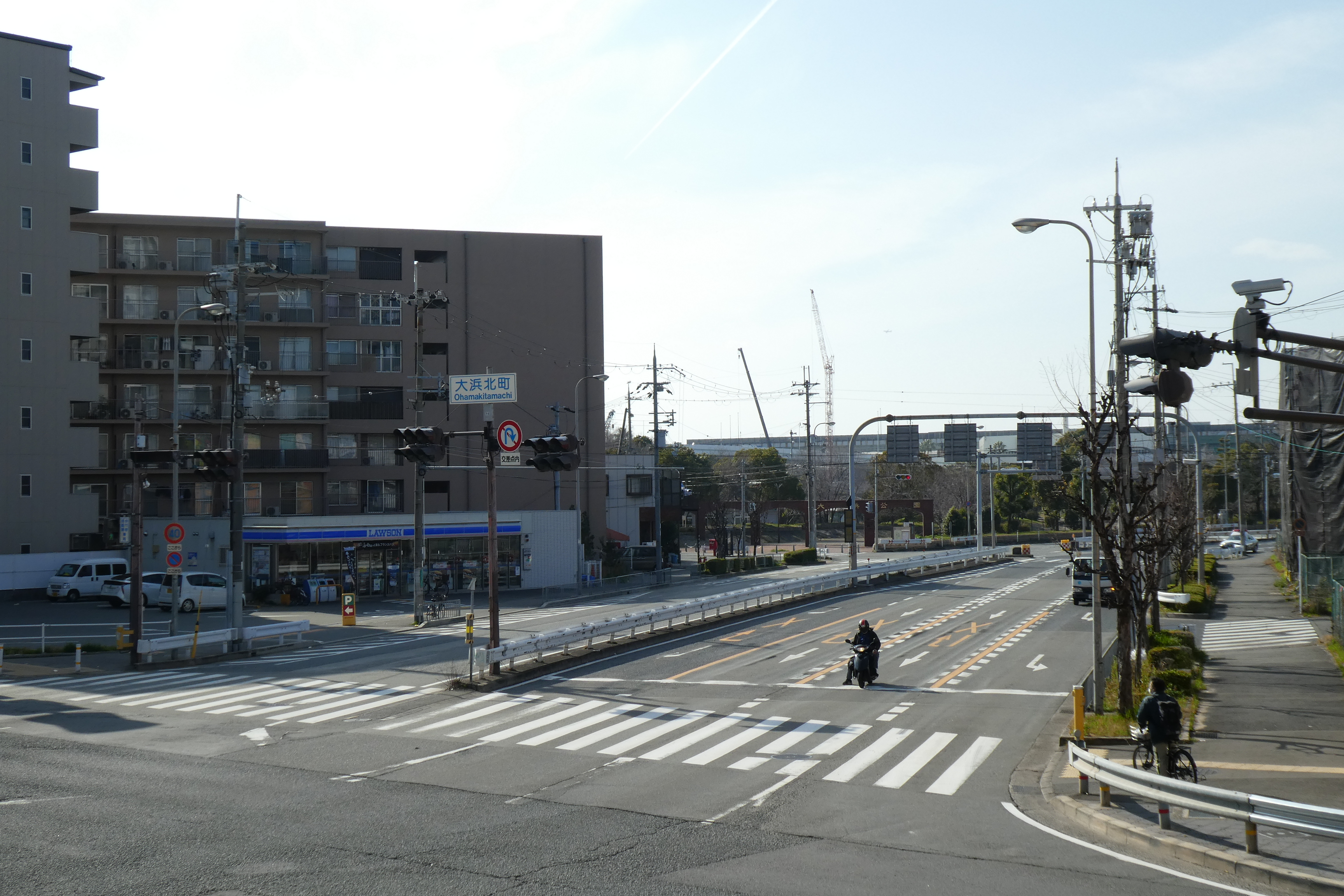
大阪府道195号堺港線終点。大浜北町交差点。

### 通過する自治体
- 大阪府
  - 堺市（堺区）

### 交差する道路
| 交差する道路                                                                  | 交差する場所 | 交差する場所                |
| ----------------------------------------------------------------------------- | ------------ | --------------------------- |
| 阪神高速4号湾岸線                                                             | 大浜北町5丁  | 4-05/4-06 大浜出入口 / 起点 |
| 大阪府道29号大阪臨海線                                                        | 大浜北町5丁  | [ 注釈 1 ]                  |
| 国道26号 大阪府道2号大阪中央環状線 大阪府道34号堺狭山線 大阪府道204号堺阪南線 | 大浜北町3丁  | 大浜北町交差点 / 終点       |

### 沿線
- 旧堺燈台
- 大浜公園
  - 堺市立大浜体育館
  - 大浜公園野球場
  - 大浜公園相撲場
  - 大浜公園プール
  - 蘇鉄山 - 日本で一番低い一等三角点をもつ山。